# 路光永
路光永，男，漢族，中共黨員，武警少將。

## 生平
历任党的十九大代表、武警湖南省总队政治部主任、武警青海省总队政委、第十一届青海省政协常务委员等。